# Luciano Sušanj
Luciano Sušanj (ur. 10 listopada 1948 w Rijece, zm. 14 kwietnia 2024) – chorwacki lekkoatleta, trener, polityk, reprezentant Jugosławii. Z powodzeniem startował w międzynarodowych zawodach na 400 i 800 metrów, ale najbardziej jest znany ze zwycięstwa w mistrzostwach Europy w Lekkoatletyce w 1974 na dystansie 800 metrów.
W latach dziewięćdziesiątych Sušanj rozpoczął karierę polityczną, zdobywając mandat w Zgromadzeniu Chorwackim w 1990 oraz 2000. W 2000 został wybrany prezesem Chorwackiego Związku Lekkiej Atletyki, oraz wiceprezesem Chorwackiego Komitetu Olimpijskiego.

## Kariera sportowa
Luciano Sušanj zaczął startować w zawodach lekkoatletycznych jako junior w barwach AK Kvarner w swoim rodzinnym mieście Rijece. W latach 1966 i 1967 Sušanj wywalczył w sumie dla swojego klubu pięć medali rywalizując na dystansach 100 metrów, 400 metrów, w sztafecie 4 × 100 metrów i biegu na 400 metrów przez płotki w juniorskich mistrzostwach kraju. W roku 1969 został mistrzem Jugosławii na dystansie 400 metrów i zdobył złoty medal w tej samej konkurencji na mistrzostwach krajów bałkańskich.
Na początku lat siedemdziesiątych Sušanj skupił swoją uwagę na biegach na 400 i 800 metrów. Przełom nastąpił w 1973, kiedy wygrał mistrzostwa Jugosławii i zdobył złoty medal podczas mistrzostw krajów bałkańskich w biegu na 800 metrów, powtarzając sukces na dwukrotnie dłuższym dystansie niż cztery lata wcześniej. Jego trenerem był Željko Leskovac. W samym tym roku Sušanj został także halowym mistrzem Europy na dystansie 400 metrów, wygrywając finał 11 marca z czasem 46,38 s, który był wtedy halowym rekordem świata.
W swoim najbardziej znanym biegu, finale ośmiuset metrów podczas mistrzostw Europy w Rzymie Sušanj wykorzystał swoją szybkość do wyprzedzenia rywali na ostatnich dwustu metrach i wygrał wyścig z przewagą ponad 1,5 s, pokonując faworyta gospodarzy i ówczesnego rekordzistę świata Marcello Fiasconaro oraz dziewiętnastolatka Steve’a Ovetta.
Po swoim zaskakującym zwycięstwie w Rzymie Sušanj zniknął ze sceny lekkoatletycznej. W tym czasie był młodym mężem i ojcem dwójki małych dzieci i szybko zdał sobie sprawę, że nie jest w stanie przygotować się do igrzysk olimpijskich i jednocześnie pracować. Mając do wyboru lekkoatletykę i wspieranie swojej rodziny Sušanj wybrał swoją rodzinę. Ostatecznie wystąpił jednak w Montrealu, gdzie zajął 6. miejsce w finale biegu na 800 m z czasem 1:45,75, Trzeba jednak uwzględnić, że Sušanj w Montrealu nie był w najlepszej formie ponieważ służył w wojsku. Miesiąc później zrezygnował z uprawiania sportu wyczynowego na rzecz zdobycia dyplomu z wychowania fizycznego.
Przed triumfem Blanki Vlašić na mistrzostwach świata w 2007 w skoku wzwyż zwycięstwo Sušanja w biegu na 800 metrów podczas mistrzostw Europy w 1974 było powszechnie uważane za największe indywidualne osiągnięcie w historii chorwackiej lekkoatletyki.
Jego zwycięski wynik 1:44,07 jest rekordem Chorwacji.
W 2002 Chorwacki Związek Lekkiej Atletyki nazwał Sušanja najlepszym chorwackim lekkoatletą w historii.

## Kariera polityczna
Przed 1990 Sušanj pracował w Rijece jako trener. W politykę zaangażował się w 1990 i w pierwszych demokratycznych wyborach w Chorwacji uzyskał mandat w Zgromadzeniu Chorwackim i pełnił funkcję posła do 1992. W latach dziewięćdziesiątych pełnił funkcję zastępcy burmistrza Rijeki oraz przewodniczącego partii Primorsko goranski savez, regionalnej partii żupanii primorsko-gorskiej.
W 2000 Sušanj został ponownie wybrany do Zgromadzenia Chorwackiego oraz został wybrany prezesem Chorwackiego Związku Lekkiej Atletyki, oraz wiceprezesem Chorwackiego Komitetu Olimpijskiego. W 2002 ubiegał się o pełnienie funkcji prezesa Chorwackiego Komitetu Olimpijskiego, jednak przegrał ze Zlatko Matešą. W 2003, Sušanj opuścił partię Primorsko goranski savez wskutek niezgody z jej prezesem Nikolą Ivanišem i wstąpił do nowo utworzonej partii Autonomna regionalna stranka, której był współzałożycielem.